# Лал Шахбаз Каландар
Хазрат Сайид Усман Марванди, широко известный как Лал Шахбаз Каландар (урду لعل شھباز قلندر‎, 1177, Марванд — 1274, Севан-Шариф, дивизион Хайдарабад[…]) — суфийский святой и поэт, живший на территории современного Пакистана и Афганистана.
Лал Шахбаз Каландар родился в Марванде, Систан, в семье из Багдада. Он поселился в Синде и помог многим людям принять ислам. Лал Шахбаз Каландар также прославился тем, что творил множество чудес, и считался очень почитаемым святым в Синде.
Духовная суфийская каввали Дама Дам Маст Каландар XIX века посвящена Лалу Шахбазу Каландару, она широко популярна на индийском субконтиненте.

## Имена

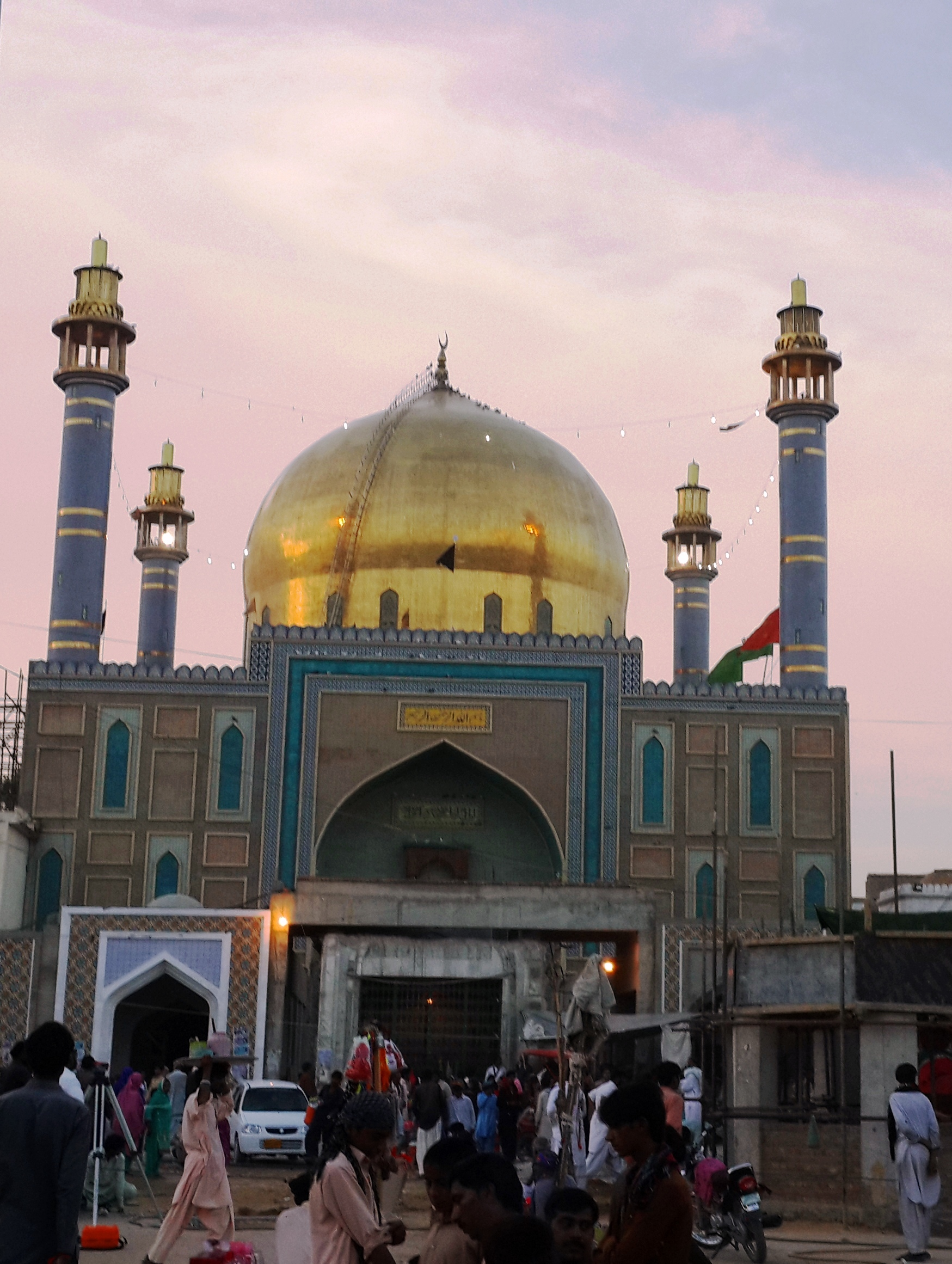
Усыпальница Лал Шахбаз Каландар, также известная как Джулелал Каландар в Синде, Пакистан.

Хазрат Марванди получил прозвища «Лал» («рубиновый») из-за рубинового свечения на его лице (согласно другим источникам — лбу), «Шахбаз» как обозначение благородного и божественного духа и «Каландар», поскольку Хазрат был странствующим духовным человеком.
Лала Шахбаза Каландара иногда называют Джулелал (синдхи/урду: جھولےلال), что означает «красный жених». Энциклопедии Гарланда объясняет происхождение названия обещанием ему женитьбы на дочери друга, но друг умер, а позже сын друга отказался одобрить этот брак, из-за чего Лал Шахбаз Каландар очень огорчился.

## Жизнь
Лал Шахбаз Каландар, сын Сайеда Кабируддина, родился в Марванде. Его родители родом из Багдада. Позже он поселился в Сехване, Синд, это было во времена правления Газневидов и Гуридов (нынешний Пенджаб, Пакистан).
Современник Руми, Лал Шахбаз Каландар путешествовал по мусульманскому миру и поселился в Сехване, Синд, где и был похоронен. Есть свидетельства его присутствия в Синде в 1196 году, когда он встретил Пира Хаджи Исмаила Панхвара из Паата. Там он основал молитвенный дом (ханаку), преподавал в Мадаррсе Фукаи Ислам и написал свои трактаты «Мизан-ус-Серф», «Кисм-э-Дойум», «Акд» и «Зубда». Лал Шахбаз жил целомудренной жизнью.
В Мултане он встретил Баха-уд-дина Закарию из ордена Сухравардия, Бабу Фаридуддина Ганджшакара из Чиштия и Сайеда Джалалуддина Бухари. Дружба этих четверых стала легендарной. Они были известны как Чахар Яр (на персидском языке «четыре друга»). По мнению некоторых историков, четверо друзей побывали в разных частях Синда и Пенджаба (на территории современного Пакистана).
Эта эпоха также известна тем, что Гийас-ад-дин Балбан (годы правления: 1266—1287) правил Индией в эти годы.

## Усыпальница

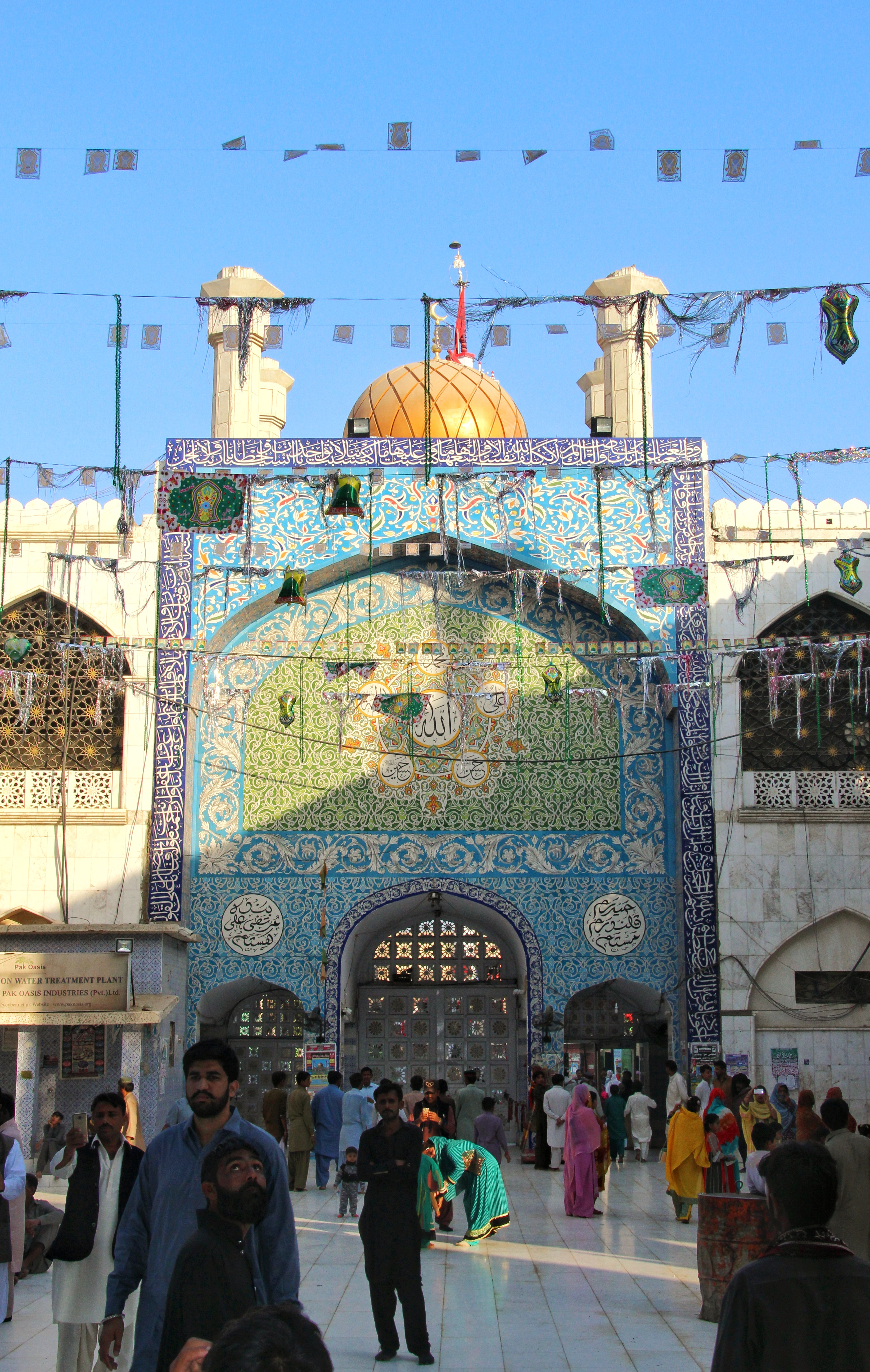
Ворота в храм Лал Шахбаз Каландар

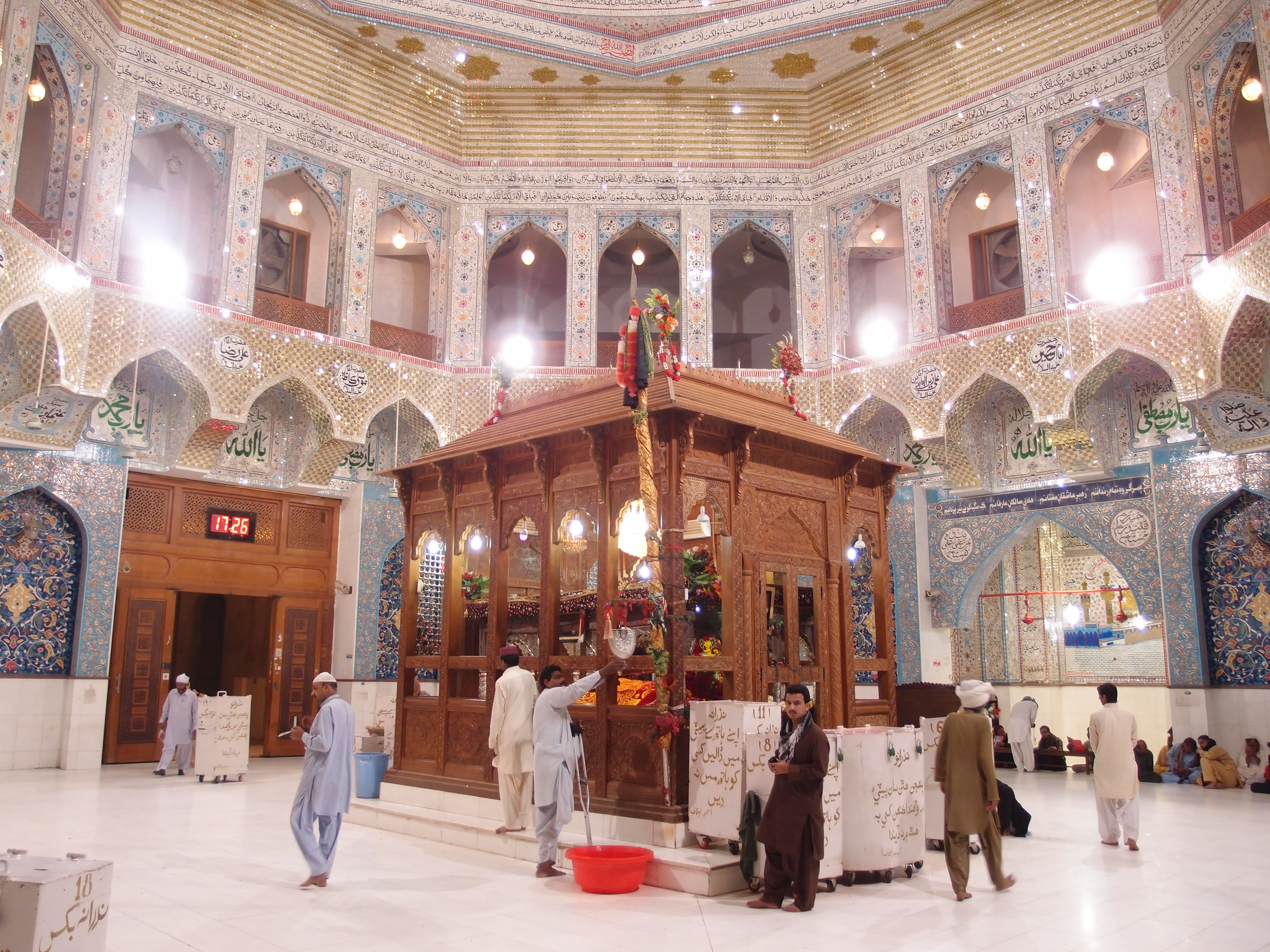
Интерьер святыни Лал Шахбаз Каландар в Сехване

Усыпальница Лал Шахбаз Каландара построена Фируз-шахом Туглаком в 1356 году, расширена Мирзой Джани Бегом и его сыном Мирзой Гази Бегом из династии Тарханов, но не была завершена до 1639 года, когда Наваб Диндар Хан вымостил двор глазурованной плиткой. Серебряные узоры на воротах, балюстрада вокруг гробницы и вершина купола были подарены Миром Карамом Али Талпуром из династии Талпур. Внутреннее святилище площадью около 100 квадратных ярдов, в центре могила с серебряным балдахином. С одной стороны на мраморном полу стоит ряд складных деревянных подставок высотой около 12 дюймов (30 см), на которых есть набор копий Корана для чтения преданными. С другой стороны, рядом с пучком благовоний, стоят ряды масляных ламп, зажжённых преданными. Тысячи преданных посещают гробницу, преимущественно каждый четверг. Усыпальница считается главной святыней малангов и каландаров — приверженцев особого суфийского ордена, вдохновлённого учением Лала Шахбаза Каландара.

### Мела/Урс (ежегодная ярмарка)
Ежегодный Урс (годовщина смерти) Лала Шахбаза, проводимый 18 шабана — восьмого месяца мусульманского лунного календаря, собирает более двух миллионов паломников со всего Пакистана и некоторых районов Индии, Бангладеш.

### Террористическая атака 2017 года
16 февраля 2017 года запрещенная в РФ террористическая группировка «Исламское Государство» взяла на себя ответственность за взрыв в городе Сехван-Шариф, провинция Синд на территории мавзолея суфийского философа и поэта Лалы Шахбаза Каландара, в результате которого погибли (по неточным данным) от 50 до 90 человек и более 100 пострадали. На следующее утро смотритель святыни продолжил ежедневную традицию звонить в колокол храма в 3:30 утра и демонстративно поклялся, что его не запугают террористы. Правительство Пакистана и силы безопасности после этого начали преследования по всей стране и убили 37 террористов. Дхамаал — церемония медитативного танца — была возобновлена уже на следующий вечер после нападения.